# Център (Варна)
Вижте пояснителната страница за други значения на Център.
Центърът на Варна се намира в южната част на града. Гръцката махала според историците е най-старата част на града. Историческият център е на юг от булевард „Христо Ботев“ и неговото продължение булевард „Мария Луиза“. След Освобождението там преобладават дървени къщи до три етажа, но в началото на ХХ век градът е напълно реконструиран, като новият му вид е образец на големите европейски градове от Западна Европа с красиви сгради и инфраструктура. През същия период е построен и театърът в неговата елегантна сграда. Проектът за оперна сграда не е осъществен поради липса на средства.
През 20-те години градът е достигнал днешните централни гробища. Днес целият център е приел границите на тогавашния град – дълъг около 5 километра и широк около 2. В тези очертания живеят около 95 253 души. През него минават множество пътни артерии, пешеходни улици и булеварди. Булевард „Княз Борис I“ е най-известната пешеходна улица. На нея са разположени най-скъпите бутици в града. Според брокери тя е втората най-скъпа улица в България след софийския булевард „Витоша“.
В центъра на Варна се намират повечето държавни и общински институции, двата най-големи културни центрове в източната част на страната – Фестивалният и конгресен център и Дворецът на културата и спорта; три от петте университета в града, както и много училища, здравни заведения, музеи, галерии, културни и информационни центрове.